# Usja (vattendrag i Vitryssland, Minsks voblast, lat 54,42, long 26,61)
Usja (vitryska: Уша) är ett vattendrag i Belarus.   Det ligger i voblasten Minsks voblast, i den nordvästra delen av landet, 80 km nordväst om huvudstaden Minsk.
Omgivningarna runt Usja är en mosaik av jordbruksmark och naturlig växtlighet. Runt Usja är det ganska tätbefolkat, med 104 invånare per kvadratkilometer.